# Harapós nő
A Harapós nő (eredeti cím: Innocent Blood) 1992-ben bemutatott amerikai horror-filmvígjáték, melyet John Landis rendezett. A főbb szerepekben Anne Parillaud, Robert Loggia és Anthony LaPaglia látható. Tony Sirico, Tony Lip és David Proval mellékszereplőként gengsztereket alakítanak, csakúgy, mint a pár évvel későbbi Maffiózók című drámasorozatban.
Az Amerikai Egyesült Államokban 1992. szeptember 25-én bemutatott film bevételi és kritikai szempontból is megbukott.

## Cselekmény
Marie Pittsburghben élő francia vámpírnő, etikai kódexe miatt csak bűnözők vérét hajlandó kiszívni. Legutóbbi áldozata egy Tony Silva nevű maffiózó, akit vérének kiszívása után agyon is lő, álcázva a nyakán lévő harapásnyomokat és megakadályozva a férfi vámpírként való visszatérését. Joseph "Joe" Gennaro beépített rendőr is megjelenik a bűnügyi helyszínen, de emiatt visszahívják megbízatásából, melynek során Salvatore "Sal, a Cápa" Macelli maffiavezér szervezetébe kellett volna beépülnie. Joe-t védőőrizet alá helyezik.
Másnap éjjel Marie elcsábítja Salt és a lakására megy, de a férfi által kínált fokhagymás étel menekülésre készteti a vámpírt. Miután a maffiózó megpróbálja megerőszakolni a visszakozó nőt, Marie felülkerekedik rajta és kiszívja vérét. Mielőtt azonban végezhetne vele, Sal limuzinsofőrje, Lenny megzavarja és menekülnie kell. Joe is üldözőbe veszi a nőt, de az elrejtőzik a nyomozó autójában és abba a hullaházba viteti vele magát, ahová Sal testét is vitték. Sal vámpírként feltámad, a rendőrök és riporterek szeme láttára megszökik az intézményből és ügyvédjéhez, Manny Bergmanhoz siet.
Joe kollégái, Dave Finton és Steve Morales nyomozók gondjaira bízza Marie-t, és Manny házához megy. Marie titokban követi őt. Az ügyvéd otthonában Sal megissza Bergman vérét, Joe pedig Lenny és Jacko fogságába esik. A három gengszter egy kukásautóval akarja összezúzni az árulót, de Marie kimenti őt, végezve Sal embereivel, bár a vezér el tud menekülni. Az üldözést a felkelő nap miatt félbe kell hagyniuk, Marie és Joe egy hotelben húzza meg magát, Sal a húsüzemében talál menedéket. A vámpírrá vált Mannyt kórházba viszik, de amikor egy ápolónő elhúzza a redőnyöket, a szörnyeteg a napfénytől elevenen elég. A motelben Joe és Marie bevallják egymásnak érzéseiket és szeretkeznek.
A következő éjszaka folyamán Sal egy sztriptízbárba megy és elkezdi vámpírrá változtatni embereit. Finton és Morales rátalál a maffiavezérre, de annak emberei megölik Fintont. Marie és Joe időben megérkezve megmenti Morales életét, és fejlövéssel ártalmatlanná teszik Sal csatlósait. Az utcán üldözik Salt, ahol a tántorgó férfi tömegkarambolt okoz. Joe egy busz szivárgó benzintankját kihasználva öngyújtóval lángra lobbantja, ezután főbelövi a vámpírt. Marie napfelkeltekor az utcán maradva akar öngyilkosságot elkövetni, mivel belefáradt az erőszakos vámpírlétbe. Joe szerelmet vall neki, így együtt távoznak egy hotelbe.

## Szereplők
| Szerep                         | Színész             | Magyar hang     |
| ------------------------------ | ------------------- | --------------- |
| Marie                          | Anne Parillaud      | Vándor Éva      |
| Salvatore "Sal a Cápa" Macelli | Robert Loggia       | Kránitz Lajos   |
| Joseph "Joe" Gennaro           | Anthony LaPaglia    | Forgács Péter   |
| Manny Bergman                  | Don Rickles         | Horkai János    |
| Frannie Bergman                | Elaine Kagan        | Jani Ildikó     |
| Lenny                          | David Proval        | Varga T. József |
| Gilly                          | Rocco Sisto         |                 |
| Tony Silva                     | Chazz Palminteri    | Csuja Imre      |
| Ray                            | Kim Coates          |                 |
| Marsh nyomozó                  | Marshall Bell       |                 |
| Nancy Smith nővér              | Linnea Quigley      |                 |
| Jacko                          | Tony Sirico         |                 |
| Frank                          | Tony Lip            |                 |
| Steve Morales nyomozó          | Luis Guzmán         | Imre István     |
| Barbara Sinclair ügyész        | Angela Bassett      | Kocsis Mariann  |
| Dave Finton nyomozó            | Leo Burmester       |                 |
| halottkém                      | Rohn Thomas         |                 |
| patológus                      | Frank Oz            | Varga Tamás     |
| sajtófotós                     | Tom Savini          |                 |
| hűtőházi dolgozó               | Sam Raimi           | Szokol Péter    |
| lopott autós férfi             | Forrest J. Ackerman |                 |
| mentős                         | Dario Argento       |                 |
| halottkém asszisztense         | Yancey Arias        |                 |
| Gus                            | Ron Roth            |                 |
| Tommy                          | Vic Noto            |                 |
| Vinnie                         | Jerry Lyden         |                 |

## A film készítése
John Landis eredetileg egy másmilyen vámpírfilmen dolgozott a Warner Bros. számára, mely a Red Sleep munkacímet kapta. A stúdió úgy döntött, nem készítik el ezt a filmet, ezért felajánlották Landisnak a Harapós nő megrendezésének lehetőségét. 1991-es források szerint Jack Sholder lett volna az eredeti rendező, a forgatás kezdete pedig 1991 augusztusára volt kiírva, Lara Flynn Boyle, Dennis Hopper, Viggo Mortensen és Miguel Ferrer színészek közreműködésével. 1991 júliusában Boyle kiszállt a projektből és a többiek sem vállaltak részt benne.
A 20 millió dolláros költségvetésű film forgatása végül 1992 januárjában kezdődött Pittsburghben, a munkálatok 1992 áprilisára értek véget. Kisebb szerepekben feltűnnek benne olyan rendezők, mint Dario Argento, Frank Oz, Sam Raimi és Michael Ritchie. Tom Savini színész-sminkmester is megjelenik a filmben.

## Fordítás
- Ez a szócikk részben vagy egészben  az   Innocent Blood (film) című angol Wikipédia-szócikk ezen változatának fordításán alapul.  Az eredeti cikk szerkesztőit annak laptörténete sorolja fel. Ez a jelzés csupán a megfogalmazás eredetét és a szerzői jogokat jelzi, nem szolgál a cikkben szereplő információk forrásmegjelöléseként.